# Nepalozonium trimaculatum
Nepalozonium trimaculatum är en mångfotingart som beskrevs av Shelley 1996. Nepalozonium trimaculatum ingår i släktet Nepalozonium och familjen Hirudisomatidae. Inga underarter finns listade i Catalogue of Life.